# El espíritu de Terry
El espíritu de Terry (título original: Somewhere, Tomorrow) es una película estadounidense de drama, fantasía, ciencia ficción y romance de 1983, dirigida por Robert Wiemer, que a su vez la escribió, musicalizada por Paul Baillargeon, en la fotografía estuvo Glenn Kershaw y el elenco está compuesto por Sarah Jessica Parker, Nancy Addison, Tom Shea y Melissa Reeves, entre otros. El filme fue producido por Blue Marble Company y Film Gallery.

## Sinopsis
Al golpearse la cabeza, una joven que hace poco perdió a su padre, descubre una aparición agradable; el espíritu de un joven que falleció en un accidente de avión. Mientras el fantasma la ayuda a enfrentar los problemas de la vida, ambos terminan enamorándose.